# Branwell Brontë
Patrick Branwell Brontë (Thornton, 26 juni 1817 - Haworth, 24 september 1848) was een Engelse schrijver en schilder. Hij was de enige broer van de schrijfsters Charlotte, Emily en Anne Brontë.

## Biografie
Brontë was de vierde van de zes kinderen van Patrick (1777-1861) en Maria (1783-1821) Brontë. Naar verluidt deelde hij het creatieve talent van zijn zusters: hij publiceerde al vroeg enkele gedichten. Ook ontving hij lessen van portretschilder William Robinson. Hij schilderde rond 1834 een beroemd portret van zijn drie zusters dat in de Londense National Portrait Gallery te zien is. Aanvankelijk had hij ook zichzelf op dit schilderij afgebeeld, maar later schilderde hij zijn eigen afbeelding weg.

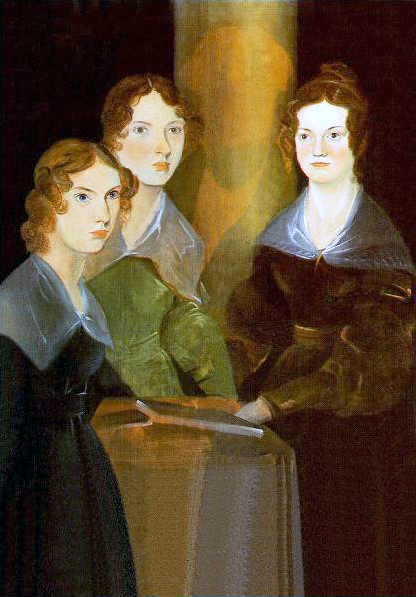
De drie zusters Brontë (ca. 1834). Branwell Brontë schilderde zichzelf hieruit weg.

Brontë ontpopte zich als het zwarte schaap van de familie Brontë. Na een mislukte relatie met een getrouwde vrouw raakte hij aan de drugs en alcohol. Hij overleed vermoedelijk aan tuberculose, evenals zijn zusters Anne en Emily.
- Bibsys: 90071144
- Biblioteca Nacional de España: XX1255218
- Bibliothèque nationale de France: cb120266108 (data)
- CiNii: DA03928969
- Gemeinsame Normdatei: 118862030
- International Standard Name Identifier: 0000 0000 8086 137X
- Library of Congress Control Number: n79084405
- MusicBrainz: 94d0092a-2a22-4984-8810-f6135f5385c5
- Bibliotheek van het Japanse parlement: 00519390
- Nationale Bibliotheek van Tsjechië: xx0078206
- Nationale bibliotheek van Australië: 35022409
- Nationale Bibliotheek van Israël: 987007304702805171
- Nederlandse Thesaurus van Auteursnamen: 069680523
- Réseau des bibliothèques de Suisse occidentale: 02-A000023190
- RKD-Nederlands Instituut voor Kunstgeschiedenis: 12959
- LIBRIS: 216673
- SNAC: w6pp9xn1
- Système universitaire de documentation: 028428846
- Trove: 796466
- Union List of Artist Names: 500017403
- Virtual International Authority File: 7404498
- WorldCat: E39PBJgHhjGBDwmCkYTyKfCJDq